# Jean Ferry
Pour les articles homonymes, voir Ferry.
Jean Ferry, de son vrai nom Jean André Medous et devenu, en 1910, Jean-André Lévy, né le 16 juin 1906 à Capens (Haute-Garonne) et mort le 5 septembre 1974 à Créteil, est un scénariste et écrivain français.
Exégète de Raymond Roussel et neveu de l'éditeur et écrivain José Corti, il fut Satrape du Collège de ’Pataphysique et « invité d'honneur » de l'Oulipo en 1964.
Dans la seconde édition de l'Anthologie de l'humour noir (1950), André Breton ajouta l'un de ses textes, « Le Tigre mondain », avec une notice.

## Œuvres
- 1946 : 
  - Le Tigre mondain, L'Air du temps (texte repris dans Le Mécanicien et autres contes)
  - La Société secrète, collection « L'Âge d'or », Paris, Fontaine.
- 1953 :  
  - Le Mécanicien et autres contes, collection « Métamorphoses », Paris, Gallimard
  - Une étude sur Raymond Roussel, précédé de Fronton Virage, par André Breton, Paris, Arcanes.
  - La Maison Bourgenew (nouvelle) dans La Nouvelle Revue française
  - Fidélité (scénario)
- 1954 :  Monolo
- 1958 : Vue cavalière sur la mignonnette, Publication secrète du Collège de 'Pataphysique, 16p.
- 1959 : Lettre Hyperphate, Publication secrète du Collège de 'Pataphysique, 16p.
- 1964 : Une autre étude sur Raymond Roussel[3]
- 1967 : L’Afrique des impressions
- 1970 : L'Histoire de France au féminin, illustrée par Carelman, André Balland, 182p.
- 1972 : Un Chapitre posthume du Temps retrouvé
- 1976 :  Ethnologie des Maramouts
- 1991 : Le crocodile de Jeanson, Publication secrète du Collège de 'Pataphysique, 16p.
- 1995 : Nostradamus & la désoccultation, Publication secrète du Collège de 'Pataphysique, 16p.

### Scénarios, dialogues et adaptation
(Liste non exhaustive)

#### Années 1940
- 1940 : Les Musiciens du ciel de Georges Lacombe (scénariste)
- 1944 : Les Enfants du paradis de Marcel Carné (traitement, dans la clandestinité)
- 1945 : Les Démons de l'aube d'Yves Allégret (scénariste)
- 1945 : L'Invité de la onzième heure de Maurice Cloche (coscénariste et codialoguiste avec Nino Frank)
- 1946 : Les J3 de Roger Richebé (coscénariste avec Jean Aurenche)
- 1947 : Quai des Orfèvres d'Henri-Georges Clouzot
- 1949 :  Le Retour de Jean d'Henri-Georges Clouzot, 5e sketch de Retour à la vie (coscénariste, adaptation et dialogues)
- 1949 : Manon d'Henri-Georges Clouzot
- 1949 : Miquette et sa mère d'Henri-Georges Clouzot
- 1949 : Le Parfum de la dame en noir de Louis Daquin (coscénariste)

#### Années 1950
- 1950 : Sa Majesté monsieur Dupont (Prima comunione) d'Alessandro Blasetti (dialogues français)
- 1950 : L'Invité du mardi de Jacques Deval (adaptation et dialogues)
- 1951 : La Belle Image de Claude Heymann (coscénariste)
- 1951 : Victor de Claude Heymann (coscénariste)
- 1951 : Paris est toujours Paris (Parigi è sempre Parigi) de Luciano Emmer
- 1952 : Trois femmes d'André Michel (coscénariste)
- 1953 : Minuit quai de Bercy de Christian Stengel (coscénariste)
- 1953 : Spartacus (Spartaco) de Riccardo Freda (coscénariste)
- 1953 : Destinées de Christian-Jaque
- 1954 : Nana de Christian-Jaque
- 1955 :  Cela s'appelle l'aurore de Luis Buñuel
- 1955 : Le Vieux de la Montagne de lui-même (coscénariste avec Yves Lejean et Isidore Bernhart)
- 1955 : Frou-Frou d'Augusto Genina (adaptation)
- 1956 : Si tous les gars du monde de Christian-Jaque (collaboration aux dialogues)
- 1956 : La Loi des rues de Ralph Habib (adaptation)
- 1957 : Nathalie de Christian-Jaque (adaptation)
- 1957 : Bonsoir Paris, bonjour l'amour de Ralph Baum (adaptation et dialogues)
- 1958 : Rafles sur la ville de Pierre Chenal (adaptation)
- 1958 : Sérénade au Texas de Richard Pottier (adaptation)
- 1959 :  Babette s'en va-t-en guerre de Christian-Jaque

#### Années 1960
- 1960 :  Parfois le dimanche, court métrage d'Ado Kyrou et Raoul Sangla  (dialogues)
- 1960 : La Famille Fenouillard d'Yves Robert (dialogues et scénario)
- 1961 : Madame Sans-Gêne de Christian-Jaque
- 1962 : Vie privée de Louis Malle (adaptation)
- 1965 : Le Gentleman de Cocody de Christian-Jaque
- 1966 : Le Saint prend l'affût de Christian-Jaque (coscénariste)
- 1966 : Les Cinq Dernières Minutes de Claude Loursais (série télévisée, épisode Pigeon vole)
- 1966 :  Les Cinq Dernières Minutes de Jean-Pierre Marchand (série télévisée, épisode La Rose de fer)
- 1966 : Les Cinq Dernières Minutes de Guy Lessertisseur (série télévisée, épisode Histoire pas naturelle)
- 1967 : Les Cinq Dernières Minutes de Claude Loursais (série télévisée, épisode La Mort masquée)

#### Années 1970
- 1970 : La Faute de l'abbé Mouret de Georges Franju
- 1971 : Les Lèvres rouges d'Harry Kümel (coscénariste)
- 1972 : Malpertuis d'Harry Kümel
- 1975 : L'Avènement de Joachim Stiller d'Harry Kümel (coscénariste)
- 1975 : Les Grands Détectives de Jean-Pierre Decourt (série télévisée, épisode Le Signe des quatre)
- 1975 : Les Grands Détectives de Jean Herman (série télévisée, épisode Monsieur Lecoq)